# 八楞泡
八楞泡是一个位于中国吉林省扶余县的湖泊，面积约为8平方千米，平均水深约为3米。